# Breathless (chanson des Corrs)
Pour les articles homonymes, voir Breathless.
Singles de The Corrs
Radio
(1999) Irresistible
(2000)
Breathless est une chanson interprétée par le groupe pop rock irlandais The Corrs, écrite et composée par ses quatre membres et John "Mutt" Lange, ce dernier étant aussi le producteur de la chanson. Sortie en single le 3 juillet 2000, il s'agit du premier extrait de l'album In Blue.
C'est l'un des plus grands succès du groupe, et son unique no 1 dans le classement des singles au Royaume-Uni.

## Distinctions
Breathless obtient une nomination pour le Grammy Award de la meilleure prestation vocale pop d'un duo ou groupe en 2001.
En 2002, la chanson remporte un BMI Pop Award lors des BMI London Awards.

## Clip
Le clip vidéo a été filmé en mai 2000 au Trona Airport (en) dans le désert des Mojaves en Californie par Nigel Dick (en). On y voit un avion Douglas DC-3 à bord duquel le groupe est censé arriver. Pendant le tournage, Andrea Corr et Sharon Corr ont souffert d'un coup de chaleur et ont dû être conduites à l'hôpital,.

## Classements hebdomadaires
| Classement (2000-2001)                  | Meilleure position |
| --------------------------------------- | ------------------ |
| Allemagne (GfK Entertainment)           | 19                 |
| Australie (ARIA)                        | 7                  |
| Autriche (Ö3 Austria Top 40)            | 10                 |
| Belgique (Flandre Ultratop 50 Singles)  | 17                 |
| Belgique (Wallonie Ultratop 50 Singles) | 22                 |
| Écosse (OCC)                            | 1                  |
| Espagne (PROMUSICAE)                    | 5                  |
| États-Unis (Billboard Hot 100)          | 34                 |
| France (SNEP)                           | 26                 |
| Irlande (IRMA)                          | 3                  |
| Italie (FIMI)                           | 2                  |
| Nouvelle-Zélande (RMNZ)                 | 3                  |
| Pays-Bas (Nederlandse Top 40)           | 21                 |
| Pays-Bas (Single Top 100)               | 17                 |
| Royaume-Uni (UK Singles Chart)          | 1                  |
| Suède (Sverigetopplistan)               | 5                  |
| Suisse (Schweizer Hitparade)            | 15                 |

## Certifications
| Pays              | Certification | Unités certifiées |
| ----------------- | ------------- | ----------------- |
| Australie (ARIA)  | Platine       | 70 000            |
| Royaume-Uni (BPI) | Platine       | 600 000           |
| Suède (GLF)       | Or            | 15 000            |